# Trochosa magdalenensis
Trochosa magdalenensis este o specie de păianjeni din genul Trochosa, familia Lycosidae. A fost descrisă pentru prima dată de Strand, 1914.
Este endemică în Columbia. Conform Catalogue of Life specia Trochosa magdalenensis nu are subspecii cunoscute.